# 拉缅基区
拉缅基区（俄语：район Раменки）是莫斯科西行政区下辖的区，面积18.74平方公里，人口151,931人。莫斯科国立大学、全俄对外经贸学院、莫斯科电影制片厂及中国驻俄罗斯大使馆等18个国家的使馆位于该区。